# Bernhard Tarschys
Bernhard Tarschys, född 6 augusti 1905 i Stockholms mosaiska församling, död 13 februari 1978 i Lidingö, var en svensk litteraturhistoriker och radiochef.

## Biografi
Tarschys disputerade på en avhandling om Talis Qualis 1949 och blev docent vid Stockholms högskola samma år och var från 1957 lektor i modersmålet vid Stockholms folkskoleseminarium. Från 1968 var han programdirektör på Sveriges Radio. 
Mest spridd på hans verklista är förmodligen Dikt och tanke genom sekler, den litteraturantologi för gymnasiet som han och Gunnar Tideström sammanställde i tre band 1955 och som sedan i reviderade upplagor användes på svenska gymnasier in på 1980-talet.
Han var gift med docenten i litteraturhistoria Karin Tarschys, dotter till Nils Alexanderson och Hedvig von Bahr, och far till Rebecka Tarschys, Hedvig Hedqvist, Elisabeth Lindmark och Daniel Tarschys. Bernhard Tarschys är också farbror till journalisten Rolf Tardell.